# Alcorão Azul

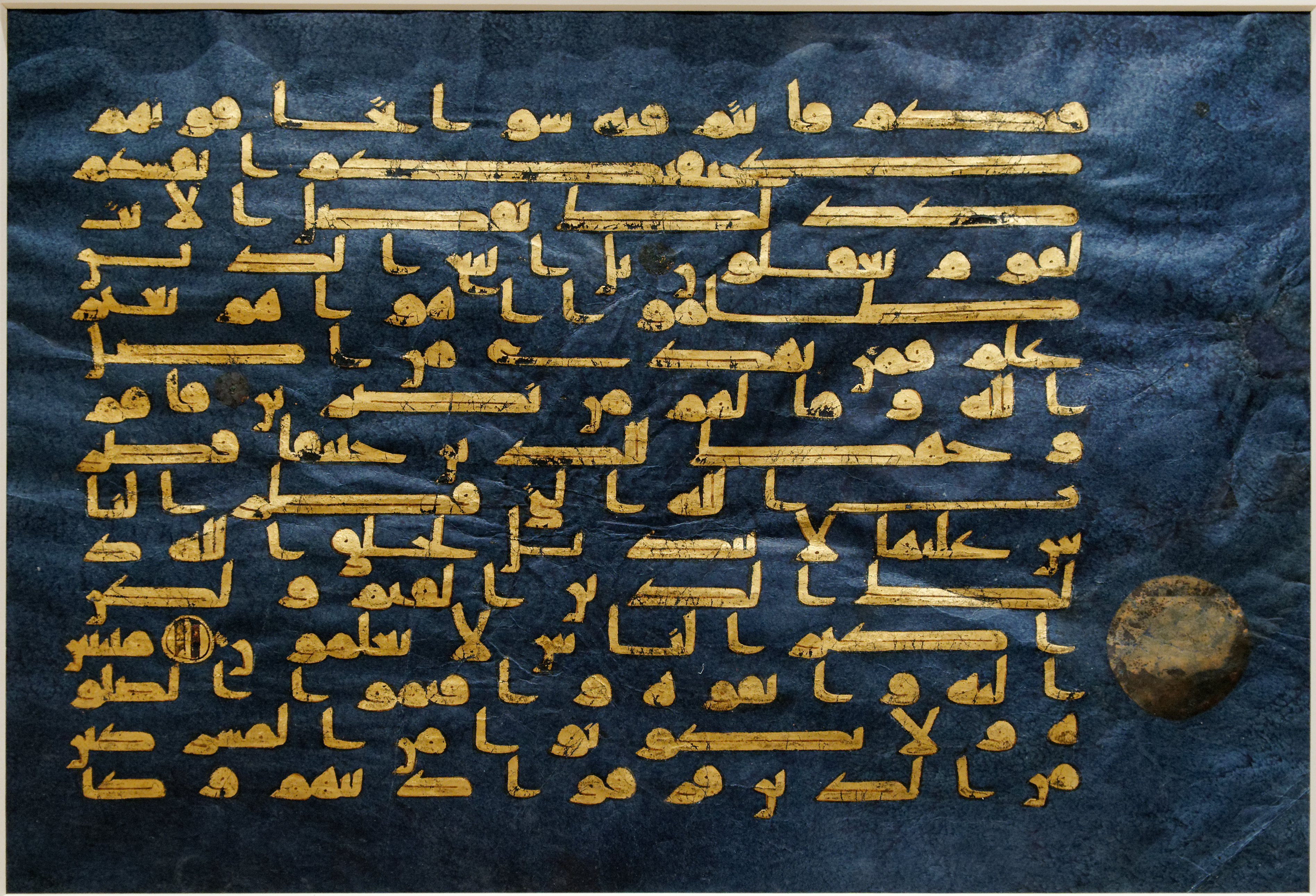
Fólio do Corão Azul no Metropolitan Museum of Art.

O Alcorão Azul (em árabe: المصحف الأزرق) é um Alcorão manuscrito fatímida, datado entre finais do século IX e início do século X. Escrito em caligrafia cúfica, foi provavelmente escrito no norte de África para a Mesquita de Cairuão. É escrito a ouro e decorado a prata (que tem vindo a oxidar) sobre papel velino colorido com indigo. A cor, única entre os manuscritos corânicos, é provavelmente uma influência dos pergaminhos violeta usados nos manuscritos imperiais bizantinos. O manuscrito possui aproximadamente 600 páginas, dispersas durante o período Otomano. Hoje em dia, a maior parte encontra-se no Instituto de Arte e Arqueologia de Tunes, e fólios isolados em diversos museus pelo mundo.